# Budds
Budds est un hameau du district de Sevenoaks, dans le comté du Kent.

## Localisation
Il est près des villages de Underriver et Shipbourne et de la ville de Sevenoaks. Le hameau se trouve sur la route de Mote (une petite route) et à proximité du bois de Cold Blows.

## Transports
Il est à environ un mile de la route A227 et est également proche de l'A225, l'A25, l'A21 et des autoroutes M25, M20 et M26.

## Lieux d'intérêt
Il y a aussi Ightham Mote à proximité.